# Delve
Delve er en by og kommune i det nordlige Tyskland, beliggende i Amt Kirchspielslandgemeinden Eider i den nordlige del af Kreis Dithmarschen. Kreis Dithmarschen ligger i den sydvestlige del af delstaten Slesvig-Holsten.

## Geografi
Delve ligger i den nordlige del af Dithmarschen, ved grænsen til Kreis Schleswig-Flensburg, der mod øst og nord dannes af floden Ejderen. Delve ligger på Heide-Itzehoer Geest; Naturschutzgebietet Delver Koog er en del af Eider-Treene-Niederung.
I kommunen ligger ud over Delve, landsbyerne Schwienhusen, Delverort og Langenhorn.

### Nabokommuner
Nabokommuner er (med uret fra nord) kommunerne Süderstapel og Erfde (begge i Kreis Slesvig-Flensborg) samt Wallen, Glüsing og Hollingstedt (alle i Kreis Dithmarschen).
| House in Delve |
| Hus i Delve    |

| Delve harbour for the Eider ferry |
| Ejderfærge i Delve                |

| Delve Church |
| Delve Kirke  |